# Aeonium perezii
Aeonium perezii är en fetbladsväxtart som beskrevs av A. Bañares Baudet. Aeonium perezii ingår i släktet Aeonium och familjen fetbladsväxter. Inga underarter finns listade i Catalogue of Life.